# Circolo di qualità
I circoli di qualità sono una metodologia aziendale per la soluzione di problemi o il miglioramento della qualità e consistono in piccoli gruppi di lavoratori che si incontrano con il management per discutere e proporre azioni migliorative. Vengono anche definiti come tecniche di bottom-up, ovvero consentono l'emersione dei problemi dal basso verso l'alto.
Il concetto di circolo di qualità fu elaborato in Giappone negli anni cinquanta, ma fu introdotto in occidente solo negli anni settanta.
I circoli servono a:
- migliorare le capacità gestionali e la leadership dei responsabili di un settore aziendale;
- creare un ambiente favorevole al miglioramento;
- aumentare la collaborazione tra gli attori di un processo;
- trovare soluzioni creative a problemi pratici partendo dal basso dell'organizzazione.